# Soothe My Soul
«Soothe My Soul» (en español, Calmar mi alma) es el quincuagésimo primer disco sencillo del grupo inglés de música electrónica Depeche Mode, el segundo desprendido de su tredécimo álbum, Delta Machine, publicado en mayo de 2013 tanto en Europa como en América.
«Soothe My Soul» es un tema escrito por Martin Gore.

## Descripción
«Soothe My Soul» es un tema esencialmente bailable, cadencioso y atrevido, pero orientado sobre todo a su parte más rítmica, con sonidos sintetizados y un acompañamiento electrónico más o menos difuminado.

## Formatos

### En CD
| CD Columbia/Mute Soothe My Soul |                                 |          |  |
| N.º                             | Título                          | Duración |  |
| 1.                              | «Soothe My Soul» (Radio Edit)   | 3:57     |  |
| 2.                              | «Goodbye» (Gesaffelstein Remix) | 3:51     |  |

| Maxi CD Columbia/Mute Soothe My Soul |                                                            |          |  |
| N.º                                  | Título                                                     | Duración |  |
| 1.                                   | «Soothe My Soul» (Steve Angello vs. Jacques Lu Cont Remix) | 7:03     |  |
| 2.                                   | «Soothe My Soul» (Tom Furse - The Horrors Remix)           | 4:58     |  |
| 3.                                   | «Soothe My Soul» (Billy F. Gibbons and Joe Hardy Remix)    | 5:17     |  |
| 4.                                   | «Soothe My Soul» (Joris Delacroix Remix)                   | 6:54     |  |
| 5.                                   | «Soothe My Soul» (Black Asteroid Remix)                    | 5:35     |  |
| 6.                                   | «Soothe My Soul» (Gregor Tresher Soothed Remix)            | 5:59     |  |

### En disco de vinilo
12 pulgadas Columbia/Mute   Soothe My Soul
| Lado A |                                                            |          |  |
| N.º    | Título                                                     | Duración |  |
| 1.     | «Soothe My Soul» (Steve Angello vs. Jacques Lu Cont Remix) | 7:01     |  |
| 2.     | «Soothe My Soul» (Matador Remix)                           | 8:11     |  |

| Lado B |                                         |          |  |
| N.º    | Título                                  | Duración |  |
| 1.     | «Soothe My Soul» (Destructo Remix)      | 6:02     |  |
| 2.     | «Soothe My Soul» (Gregor Tresher Remix) | 7:06     |  |

## Video promocional
Como adelanto, el grupo dio a conocer el 28 de marzo de 2013 el vídeo promocional de "Soothe My Soul" dirigido por Warren Fu, el cual, íntegramente en blanco y negro, no ocupa el formato estándar de pantalla, sino sólo un tercio central.
Éste muestra a la banda tocando, cada uno en su rol, Dave Gahan cantando, Martin Gore tocando la guitarra y cantando, y Andrew Fletcher en un sintetizador, mientras se intercalan imágenes de la noche, siluetas y partes del cuerpo de una chica semidesnuda, una serpiente recorriendo la arena hasta llegar a la chica que se revela casi totalmente desnuda y momentos donde junta su rostro con el de un hombre. El video llamó la atención por su cualidad de sensualidad y atrevimiento.
El vídeo se incluye en Video Singles Collection de 2016, en la que aparece adicionalmente una versión extendida del mismo.

## En directo
El tema fue interpretado en todas las fechas de la gira Delta Machine Tour invariablemente como el número doce en aparecer, hasta su paso por Europa, donde se rotó con el clásico de 1987, Behind the Wheel.